# Synagoge (Rhens)
Die Synagoge in Rhens, einer Stadt im Landkreis Mayen-Koblenz in Rheinland-Pfalz, war eine Synagoge, die 1832 in einem älteren Haus eingerichtet und während der Novemberpogrome 1938 geschändet wurde.

## Geschichte
Die jüdische Gemeinde Rhens hatte zunächst einen Betraum in einem Haus, das 1827 verfallen war. 1832 wurde das heutige Haus Langstraße 9 – im Türsturz steht 1668 – gekauft und zu einer Synagoge umgebaut. Der damals verputzte Fachwerkbau mit abgewalmten Mansarddach und Rundbogenfenstern im Obergeschoss war für die kleine jüdische Gemeinde nur mit großen Anstrengungen finanzierbar.

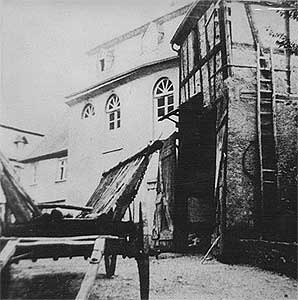
Die Rhenser Synagoge um 1920

## Zeit des Nationalsozialismus

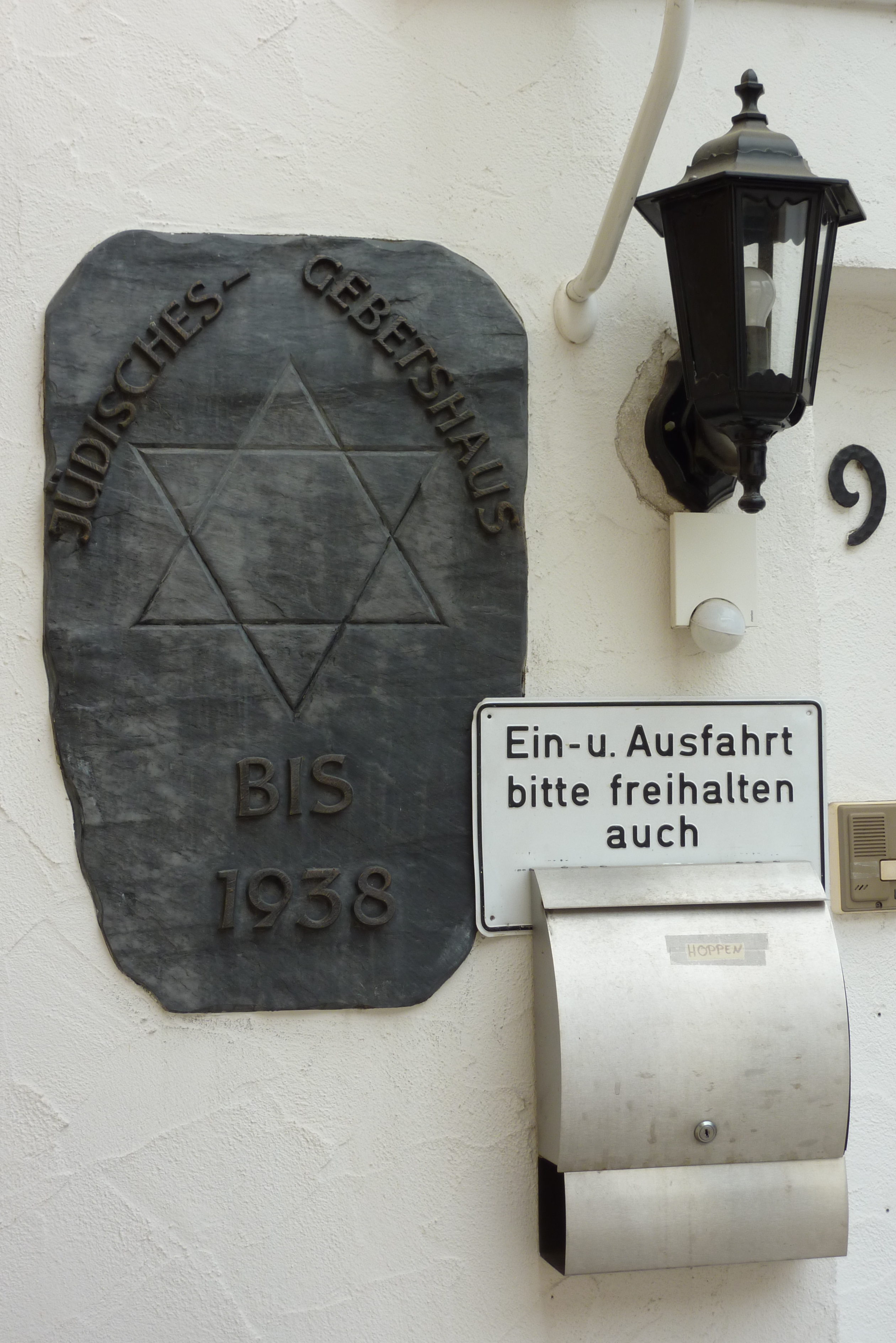
Gedenktafel am heutigen Haus Langgasse 9

Während der Novemberpogrome 1938 wurde die Synagoge von SA-Männern und Hitler-Jungen geschändet und demoliert. Hässliche Szenen spielten sich ab: Ritualgeräte wie der Chanukkaleuchter wurden gestohlen und verhöhnend umhergetragen. Eine Torarolle wurde derart am Leichenwagen der jüdischen Gemeinde befestigt, dass sie während der Fahrt abgerollt wurde. SA-Männer trampelten auf dem abgespulten Teil herum, zündeten die Torarolle an und rollten sie mit dem Wagen zum Rhein. Das Synagogengebäude blieb jedoch erhalten und wurde später zu einem Wohnhaus umgebaut.

## Gedenken
Eine Gedenktafel am Haus Langstraße 9 erinnert an die ehemalige Synagoge.

## Denkmalschutz
Die ehemalige Synagoge von Rhens ist ein geschütztes Kulturdenkmal nach dem Denkmalschutzgesetz (DSchG) und in der Denkmalliste des Landes Rheinland-Pfalz eingetragen. Seit 2002 ist die ehemalige Synagoge von Rhens Teil des UNESCO-Welterbes Oberes Mittelrheintal.